# Léopoldine-Marie d'Anhalt-Dessau
Léopoldine Marie d'Anhalt-Dessau, née le 12 décembre 1716 à Dessau et morte le 27 janvier 1782, à Colberg, était une princesse de la maison d'Anhalt, fille de Léopold Ier d'Anhalt-Dessau et d'Anne-Louise Föhse.

## Biographie
Elle est le neuvième enfant de Léopold Ier (1676-1747), prince d'Anhalt-Dessau depuis 1693, et de son épouse morganatique Anna Louise Föhse (1677-1745), élevée au titre de princesse en 1701. 
Le 13 février 1739, elle épousa le margrave Henri-Frédéric (1709-1788), prince prussien issu de la maison de Hohenzollern et dernier chef de la branche collatérale de Brandebourg-Schwedt. Peu après la naissance de ses deux filles, toutefois, elle s'est disputée avec son mari. Finalement, le roi Frédéric II a ordonné le bannissement de Léopoldine-Marie à Colberg en Poméranie où elle passa le reste de sa vie. 
Après la mort de Henri-Frédéric en 1788, le château de Schwedt a été utilisé par la famille royale de Prusse comme une résidence d'été.

## Descendance
Elle a eu deux filles:
- Frédérique-Charlotte de Brandebourg-Schwedt (18 août 1745 – 23 janvier 1808), la dernière princesse-abbesse de l'abbaye de Herford ;
- Louise de Brandebourg-Schwedt (10 août 1750 – 20 décembre 1811), qui a épousé son cousin le prince Léopold III d'Anhalt-Dessau (10 août 1740 – 9 août 1817).